# 지계순 (독립운동가)
지계순(池啓舜, 1902년 4월 30일 ~ 1920년 10월 19일)은 국민정부 시대 중화민국 대륙 본토 둥베이 지역 지린성에 거주한 대한제국의 남성 청소년 독립운동가였다.

## 기타 이름
호(號)는 간도(間島). 1915년에 사용한 중국어 가명은 리치슝(李祺雄, 이기웅)·추루쉐(秋茹雪, 추여설).

## 주요 이력
그는 1919년 12월 1일 간도국민회(間島國民會)에 입회하여 국민정부 시대 중화민국 대륙 본토 지린 성 허룽 현(吉林省 和龍縣)에서 임정(대한민국 임시정부)의 간도국민회(間島國民會) 예하 통신원(通信員)으로 활동하다가 이듬해 1920년 8월 19일 국민정부 시대 중화민국 대륙 본토 후난 성 허청(鶴城)에서 일군에게 붙잡혔으며 지린 성 지린 지역으로 압송되어 결국 같은 해 1920년 10월 19일 총살되어 순국하였다.

## 사후
대한민국 정부에서는 고인의 공훈을 기리고자 1991년 3월 1일을 기하여 건국훈장 애국장을 추서하였다. 